# Hypsophila jugorum
Hypsophila jugorum là một loài bướm đêm trong họ Noctuidae.